# The Grudge
Pour les articles homonymes, voir Grudge.
Série The Grudge
The Grudge 2
(2006)
Pour plus de détails, voir Fiche technique et Distribution.
The Grudge ou Rage Meurtrière au Québec et au Nouveau-Brunswick, est un film d'horreur américano-japonais  réalisé par Takashi Shimizu et sorti en 2004. Remake du film d'horreur japonais Ju-on: The Grudge (2002), il met notamment en scène Sarah Michelle Gellar et Jason Behr. Il est le premier volet de la trilogie The Grudge, et est suivi par The Grudge 2, sorti en 2006, et par The Grudge 3, sorti directement en vidéo en 2009.
Le film présente une paisible maison de Tokyo où se cache l'un des fléaux les plus épouvantables qui soient. Quiconque franchit le seuil de la demeure est aussitôt frappé par une malédiction qui ne tardera pas à le tuer dans un sentiment d'indicible rage. Alors que le nombre de victimes augmente, une jeune Américaine, Karen, se trouve brutalement confrontée à l'horreur de cette réalité. Pour elle, il n'est désormais plus temps d'ignorer ou de fuir, il faut comprendre pour avoir une chance de survivre…

## Synopsis
Le film s'ouvre sur un texte écrit sur fond noir : « La malédiction de celui qui meurt en proie à une puissante colère se manifeste dans les endroits où ce dernier a vécu. Ceux qui y sont confrontés meurent et la malédiction perdure. »
Nous faisons ensuite la connaissance d'un homme, Peter Kirk, professeur d'université américain à Tokyo, la capitale du Japon. Un matin, il se tient sur son balcon, le visage troublé. Sa femme, Maria, le regarde de l'intérieur de leur appartement et lui demande ce qui ne va pas. Sans aucun mot ni hésitation, il se jette par-dessus le balcon, se suicidant, sous les yeux d'une Maria choquée.

### Les Williams
La famille Williams - Matthew Williams, sa femme Jennifer et sa mère malade Emma -, emménagent dans la maison Saeki. Jennifer est mécontente de sa vie au Japon : elle est incapable de parler la langue et s'est perdue une fois lors d'une promenade. Matthew assure que les choses vont s'améliorer et que si ce n'est pas le cas, la famille retournera aux États-Unis. Jennifer s'endort sur un canapé du salon. Le bruit de son bol frappant le sol la réveille et elle découvre le bol sur le sol, le contenu éparpillé partout dans la pièce. Elle réprimande Emma pour avoir fait le désordre, mais aperçoit une traînée d'empreintes de pas d'enfant mouillées menant au couloir. 
Elle aperçoit un chat sur le palier de l'escalier et des mains pâles le saisir. Elle monte à l'étage et entre dans sa chambre (l'ancienne chambre de Toshio). La porte se referme derrière elle. Matthew rentre du travail et trouve la maison en désordre. Il appelle sa femme qui ne répond pas. Il la trouve finalement sur le lit, incapable de bouger ou de parler et ayant du mal à respirer. Avant qu'il ne puisse appeler une ambulance, il est surpris par l'apparition soudaine d'un jeune garçon au teint pâle nommé Toshio. Il recule contre le placard alors que Toshio apparaît soudainement au-dessus de sa tête. 
Plus tard, Susan, la sœur de Matthew, s'apprête à quitter le bureau. Après avoir tenté de le joindre, Susan s'inquiète de plus en plus de ne pas pouvoir joindre Matthew. Elle commence à quitter son immeuble de bureaux mais elle est arrêtée par le bruit de gémissements venant du couloir. Elle se rend dans la cage d'escaliers mais est effrayée lorsque les lumières commencent à clignoter et à se briser. Susan regarde par-dessus la balustrade pour voir le fantôme de Kayako ramper dans les escaliers. Susan s'enfuit dans le couloir le plus proche mais Kayako attrape la peluche en porte-clés sur son téléphone portable et l'arrache. 
Susan se rend au bureau de la sécurité, cherchant de l'aide. Là, le gardien de sécurité lui demande de patienter pendant qu'il va explorer les lieux. Susan regarde le moniteur pendant que l'agent de sécurité enquête. Cependant, il ne trouve rien d'anormal et s'en va. Puis les lumières vacillent et le fantôme de Kayako surgit de l'ombre dans le couloir et se dirige vers la caméra de sécurité. Susan prend un taxi pour retourner à son appartement. Elle entre dans un ascenseur, et il gravit plusieurs étages. Susan ne remarque pas, cependant, que Toshio se tient devant chaque porte d'ascenseur qu'elle passe, se rapprochant progressivement d'elle à chaque étage. 
Susan rentre à l'intérieur de son appartement lorsque son téléphone sonne. C'est Matthew, prétendant avoir oublié son numéro d'appartement et demandant à lui ouvrir. Elle lui dit où la trouver et lui ouvre. La sonnette retentit immédiatement après qu'elle a raccroché. Pensant que Matthew n'aurait pas pu avoir le temps d'arriver, elle vérifie le judas de la porte. Choquée de découvrir qu'il s'agit bien de Matthew, Susan pense qu'il lui fait une farce. Elle ouvre la porte avec colère, mais il n'y a personne. Le râle de Kayako émane bruyamment du téléphone se trouvant dans la main de Susan. Elle prend peur, laisse tomber le téléphone et s'enferme dans son appartement. 
Recroquevillée dans son lit, Susan tend la main sous les couvertures et en ressort la peluche en porte-clés de son téléphone et le laisse tomber de peur. Une bosse jaillit de dessous les couvertures et se dirige vers Susan. Elle soulève les draps, voyant le visage de Kayako. Elle est brusquement tirée sous les draps et les deux disparaissent.

### Yoko et Karen
Yoko est une fille dont le travail est de s'occuper d'Emma et de nettoyer la maison. En ramassant des ordures sur le sol et les escaliers, elle entend quelqu'un monter dans le grenier. En raison du bruit, Yoko entre dans un placard de la chambre et aperçoit une trappe au plafond, qui mène au grenier. À l'aide d'un briquet, Yoko passe la tête à travers la porte et se retourne lentement, à la recherche de la source du bruit. Elle se retrouve finalement face à face avec Kayako, qui l'attaque et la tire dans le grenier. Karen Davis est alors appelée pour travailler à la maison (à Setagaya) et s'occuper d'Emma après la disparition de Yoko. Tout en travaillant, Karen trouve un placard qui a été scotché avec des bruits de chat qui en émanent. Lorsqu'elle arrache le ruban adhésif et ouvre la porte, elle trouve un petit garçon. Le garçon refuse de descendre alors elle lui demande son nom. "Toshio", dit-il d'une voix monotone et étrange. Emma commence à remuer et à marmonner dans l'autre pièce. Alors que Karen la calme, une ombre noire de cheveux émerge d'un coin de la pièce, terrifiant Emma. Karen lève les yeux pour voir Kayako atteindre Emma. Les cheveux de Kayako, qui couvraient son visage, volent en arrière pour révéler le blanc de ses yeux. Les iris se mettent en place et se concentrent sur Karen alors qu'elle recule de peur. 
Alex, le patron de Karen, arrive enfin pour trouver Emma morte et Karen en état de choc. Karen est emmenée à l'hôpital pendant que les Détectives interrogent Alex. Le Détective Nakagawa interroge Alex sur les personnes qui y vivaient et lui dit que Yoko ne s'est pas présentée au travail. Les Détectives remarquent que le combiné téléphonique est absent du socle et appuient sur le bouton de recherche. Ils retracent les bruits jusqu'au grenier où ils découvrent les cadavres de Matthew et de sa femme. Ils font également la découverte macabre d'une mâchoire humaine et se demandent à qui elle appartient et où pourrait se trouver le reste du corps. Plus tard, Yoko est à nouveau repérée par Alex alors qu'elle descend les escaliers du centre social où travaillent Alex, Karen et Yoko. Alors qu'il se dirige vers elle, il glisse accidentellement sur un liquide, qu'il découvre être du sang lorsqu'il le touche. Alex appelle Yoko, qui ne répond en aucune façon jusqu'à ce qu'il atteigne le bas des escaliers. Elle se retourne alors pour révéler son visage. Alors qu'Alex hurle d'horreur et meurt, son visage est maintenant horriblement défiguré, affichant sa mâchoire inférieure manquante et sa langue pendante, tandis que l'écran devient noir. Karen raconte son histoire aux Détectives, mettant l'accent sur l'apparence d'un garçon. Au cours des jours suivants, elle est constamment tourmentée par Kayako. Effrayée mais déterminée, elle se lance dans des recherches sur l'histoire de la maison sur Internet. Finalement, elle apprend les meurtres sur le site Web d'un journal local Japonais. Sur la même page, elle tombe également sur la nouvelle du décès du professeur américain, Peter Kirk. Elle décide d'aller rendre visite à Maria Kirk, ex femme de Peter. 
Le Détective Nakagawa devient convaincu que la vague de décès et de personnes disparues est liée à la maison lorsqu'il visionne l'intégralité de la vidéo de sécurité prise dans l'immeuble de bureaux de Susan. Il regarde Kayako avancer dans le couloir, puis se retrouve face à face avec la caméra alors que la vidéo se brouille. Il retourne ensuite à la maison Saeki avec deux bidons d'essence. Il est distrait par le bruit de Toshio qui se noie dans la baignoire. Il entre et trouve un garçon qui sort de la baignoire et essaie de le réanimer. Ses yeux s'ouvrent et Takeo apparaît derrière lui. Nakagawa n'a que le temps de se retourner avant que Takeo ne le pousse dans la baignoire et ne le noie comme Toshio. Karen interroge Maria Kirk, la veuve de Peter, qui ne semble rien savoir de la maison, de ses occupants ou des raisons pour lesquelles son mari s'est suicidé. Elle permet à Karen d'approfondir ses recherches en lui montrant de vieilles photos. Karen découvre une Kayako vivante en arrière-plan de chaque photographie, suivant clairement le couple. Karen tente alors d'aller parler avec son petit ami, Doug, dans leur appartement. Cependant, elle découvre qu'il est allé la chercher à la maison après avoir trouvé ses recherches. Karen retourne ensuite à la maison à la recherche de Doug.
À l'intérieur de la maison, Karen vit un flashback de la visite de Peter. Il est révélé que Kayako était tombée amoureuse de lui. Le mari de Kayako, Takeo, a découvert son obsession pour lui et dans un accès de rage, l'a assassinée ainsi que leur fils, Toshio. C'est la tension, la « rancune » de la maison. Le flashback que Karen vit montre Peter découvrant leurs corps à la maison. Accablé par la brutalité du meurtre de Kayako par Takeo, Karen chancelle en bas et la maison revient au présent. Doug lui attrape la cheville avant qu'elle ne parte, incapable de parler et de bouger. Elle essaie de le traîner jusqu'à la porte. Une porte s'ouvre à l'étage. Kayako descend les escaliers vers eux et rampe jusqu'à Doug, le tuant. Karen ouvre la porte, mais est effrayée par l'apparition du visage de Kayako. Elle referme la porte et renverse l'un des bidons d'essence. Elle prend le briquet de Doug et le jette sur l'essence alors que Doug devient soudainement Kayako. À l'hôpital, Karen apprend que la maison a été sauvée de l'incendie et pleure le cadavre de Doug. Soudain, les cheveux et le bras de Kayako tombent de sous le drap qui le recouvre, mais Karen se rend compte que ce n'est que son imagination. Kayako apparaît alors derrière Karen. Alors que Kayako pousse son râle, son œil apparaît et le film se termine.
Version director's cut
Karen est transportée dans une ambulance par les pompiers qui parviennent à maîtriser l'incendie et à sauver la maison. À l'hôpital, Karen apprend que la maison a été sauvée de l'incendie et pleure le cadavre de Doug. Soudain, les cheveux et le bras de Kayako tombent de sous le drap qui le recouvre, mais Karen se rend compte que ce n'est que son imagination. Kayako apparaît alors derrière Karen. Alors que Kayako pousse son râle, son œil apparaît et le film se termine.

## Fiche technique
- Titre : The Grudge
- Titre québécois : Rage Meurtrière
- Réalisation : Takashi Shimizu
- Scénario : Takashi Shimizu et Stephen Susco, d'après Ju-on: The Grudge de Takashi Shimizu
- Musique : Christopher Young
- Décors : Iwao Saito
- Costumes : Shawn Holly Cookson et Miyuki Taniguchi
- Photographie : Hideo Yamamoto
- Montage : Jeff Betancourt
- Production : Sam Raimi et Robert Tapert
- Sociétés de production : Ghost House Pictures et Columbia Pictures
- Sociétés de distribution : Columbia Pictures (États-Unis), Metropolitan Filmexport (France)
- Budget : 10 000 000 $[1]
- Pays de production :  États-Unis,  Japon
- Langue originale : anglais, japonais
- Format : couleurs - 1,85:1 - son DTS et Dolby Digital - 35 mm
- Genre : horreur
- Durée : 91 minutes (version cinéma) / 98 minutes (version intégrale)
- Dates de sortie : 
  - États-Unis : 22 octobre 2004
  - France : 29 décembre 2004
  - Belgique : 2 février 2005
  - Japon : 11 février 2005
- Classification :
  - PG-13 aux États-Unis
  - Interdit aux moins de 16 ans en France lors de sa sortie en salle et Interdit aux moins de 12 ans en Dvd
  - 13+ au Québec

## Distribution
- Sarah Michelle Gellar (VF : Claire Guyot ; VQ : Aline Pinsonneault) : Karen Davis
- Jason Behr (VF : Bernard Gabay ; VQ : Gilbert Lachance) : Doug
- KaDee Strickland (VF : Marie-Laure Dougnac ; VQ : Manon Arsenault) : Susan Williams
- William Mapother (VF : Jean-Pierre Michaël ; VQ : Antoine Durand) : Matthew Williams
- Clea DuVall (VF : Barbara Delsol ; VQ : Pascale Montreuil) : Jennifer Williams
- Grace Zabriskie (VQ : Nicole Fontaine) : Emma Williams
- Bill Pullman (VF : Renaud Marx ; VQ : Pierre Auger) : Peter Kirk
- Ryo Ishibashi : Inspecteur Nakagawa
- Ted Raimi (VF : Pierre Laurent ; VQ : Benoit Éthier) : Alex
- Rosa Blasi (VQ : Joëlle Morin) : Maria Kirk
- Yoko Maki (VF : Yumi Fujimori) : Yoko
- Takako Fuji : Kayako Saeki
- Yūya Ozeki : Toshio Saeki
- Takashi Matsuyama : Takeo Saeki

Source pour le doublage : AlloDoublage (VF) et doublage.qc.ca (VQ)

## Production
Il s'agit de la première production de Ghost House Pictures, société fondée par Sam Raimi et Robert Tapert.

## Accueil

### Box-office
Le film a rapporté au total 187 281 115 $ (110 359 362 $ aux États-Unis et 76 921 753 $ dans le reste du monde), ce qui, pour un budget de 10 000 000 $, en fait l'un des films les plus profitables de l'année 2004, devant Saw, Scooby-Doo 2 : les monstres se déchaînent, Alien vs. Predator ou encore Kill Bill : Volume 2. En France, le film a réalisé 874 664 entrées. 
| Pays        | Box-office    | Pays         | Box-office  | Pays             | Box-office  |
| ----------- | ------------- | ------------ | ----------- | ---------------- | ----------- |
| États-Unis  | 110 359 362 $ | Corée du Sud | 3 392 358 $ | Belgique         | 1 104 582 $ |
| Royaume-Uni | 14 417 632 $  | Allemagne    | 3 372 618 $ | Danemark         | 979 675 $   |
| Italie      | 6 247 228 $   | Japon        | 2 755 496 $ | Autriche         | 859 516 $   |
| Mexique     | 5 914 047 $   | Norvège      | 2 126 776 $ | Grèce            | 780 250 $   |
| France      | 5 314 718 $   | Pays-Bas     | 1 828 949 $ | Finlande         | 766 057 $   |
| Australie   | 4 644 328 $   | Turquie      | 1 541 690 $ | Nouvelle-Zélande | 739 169 $   |
| Brésil      | 4 079 177 $   | Suède        | 1 472 960 $ | Pologne          | 689 626 $   |
| Espagne     | 3 954 934 $   | Russie       | 1 304 424 $ | Argentine        | 606 992 $   |

### Accueil critique
Le film a obtenu des critiques mitigées, recueillant 40 % de critiques favorables, avec un score moyen de 5,1⁄10 et sur la base de 154 critiques collectées, sur le site Rotten Tomatoes. Sur le site Metacritic, il obtient un score de 49⁄100, sur la base de 32 critiques collectées.
En France, L'Écran fantastique évoque « une profonde originalité et un sens aigu de l'effroi », Mad Movies « une atmosphère pesante, une mise en scène froide et languissante qui prépare à merveille des moments de pure terreur », Positif des effets réussis, une mise en scène élaborée et une atmosphère désenchantée, Première un remake américain qui ne démérite pas, Paris Match une mise en scène efficace mais peu d'inventivité, Libération « une fille fantôme aux cheveux d'encre et au teint de lait caillé qui n'impressionne plus personne », et Télérama une esthétique très années 1970 et un film que seuls les amateurs de série B apprécieront.